# Лоуренс, Торрин
Торрин Лоуренс (англ. Torrin Lawrence, 11 апреля 1989 — 28 июля 2014, близ Кордэйла, штат Джорджия, США) — американский легкоатлет, чемпион мира в эстафете 4×400 метров.

## Спортивная карьера
В 2013 году окончил университет Джорджии. Выступая за легкоатлетическую сборную колледжа установил несколько высших достижений. В 2010 г. на чемпионате Национальной ассоциации студенческого спорта в закрытом помещении завоевал свой первый титул в эстафете 4×400, пробежав свой этап за 45,23 сек. В том же году он вошел в тройку лучших результатов сезона в мире в помещении на дистанции 400 м с результатом 45,03 сек. Установил рекорд Национальной ассоциации студенческого спорта в закрытом помещении на дистанции 300 м (32,32) — пятый по скорости результат за всю историю забегов.
В мае 2014 года на чемпионате мира по легкоатлетическим эстафетам в Нассау (Багамы) он завоевал золото в составе сборной США в беге 4×400. В июле он установил личный рекорд, пробежав 400 м за 45,32 секунды на турнире в Бельгии.
Трагически погиб, когда ехал ехал домой и у его машины неожиданно лопнуло колесо. Спортсмен остановился и вышел на дорогу, чтобы позвонить, и в этот момент проезжавший мимо трактор врезался в машину Лоуренса.

## Личные рекорды
| Дистанция       | Время            | Место проведения | Дата            |
| Открытый воздух | Открытый воздух  | Открытый воздух  | Открытый воздух |
| --------------- | ---------------- | ---------------- | --------------- |
| 100 m           | 10.40            | Джэксонвилл      | 10 апреля 2008  |
| 200 m           | 20.51 (+2.8 m/s) | Гейнсвилл        | 4 июня 2012     |
| 400 m           | 45.32            | Кортрейк         | 12 июля 2014    |
| Помещение       |                  |                  |                 |
| 300 m           | 32.32            | Блэксберг        | 22 января 2010  |
| 400 m           | 45.03            | Фейетвилл        | 12 февраля 2010 |